# Cantone di Le Val-d'Ajol
Il Cantone di Le Val-d'Ajol è una divisione amministrativa dell'Arrondissement di Épinal.
È stato istituito a seguito della riforma dei cantoni del 2014, che è entrata in vigore con le elezioni dipartimentali del 2015.

## Composizione
Comprende i comuni di:
- Bains-les-Bains
- Bellefontaine
- La Chapelle-aux-Bois
- Charmois-l'Orgueilleux
- Le Clerjus
- Dounoux
- Fontenoy-le-Château
- Girmont-Val-d'Ajol
- Grandrupt-de-Bains
- Gruey-lès-Surance
- Hadol
- Harsault
- Hautmougey
- La Haye
- Montmotier
- Plombières-les-Bains
- Trémonzey
- Uriménil
- Uzemain
- Le Val-d'Ajol
- Vioménil
- Les Voivres
- Xertigny